# Jan Brodzki

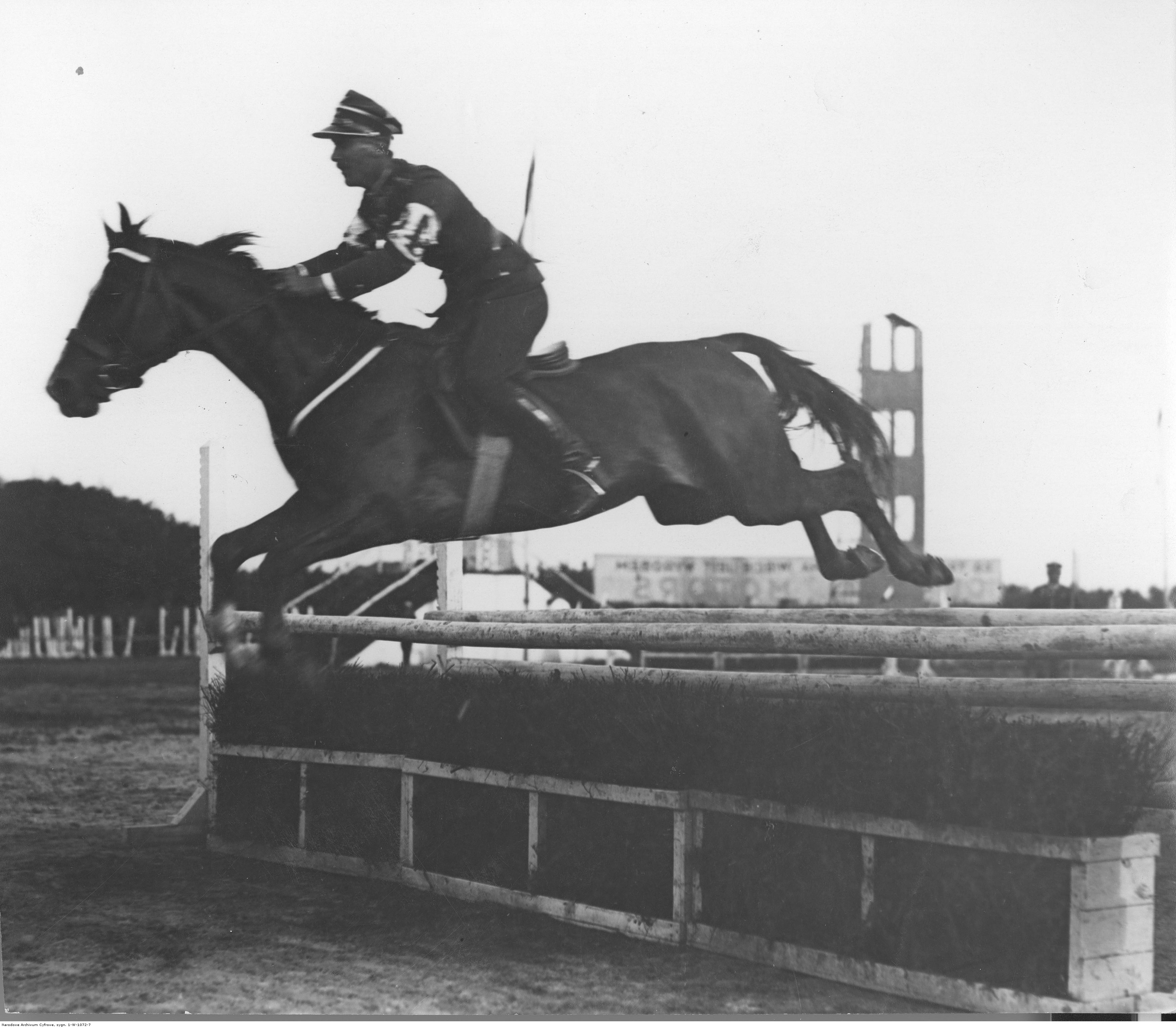
Zawody jeździeckie o mistrzostwo DOK VII w Poznaniu – zwycięzca zawodów indywidualnych por. Jan Brodzki skacze przez przeszkodę; lipiec 1929

Jan Brodzki (ur. 2 lutego 1902, zm. 2 stycznia 1980 w Poznaniu) – rotmistrz Wojska Polskiego, odznaczony Krzyżem Srebrnym Orderu Wojennego Virtuti Militari.

## Życiorys
Jan Brodzki urodził się 2 lutego 1902 roku w rodzinie Andrzeja Leopolda Brodzkiego. Przed 1926 roku został przydzielony do służby w 15 pułku Ułanów Poznańskich. 27 czerwca 1935 roku awansował na rotmistrza ze starszeństwem z dniem 1 stycznia 1935 roku i 41. lokatą w korpusie oficerów kawalerii.
W kampanii wrześniowej 1939 roku dowodził szwadronem ciężkich karabinów maszynowych w 15 pułku Ułanów Poznańskich. 8 września, chory na anginę, odszedł do szpitala w Kutnie. 12 września na wieść o śmierci dowódcy pułku ppłk. Tadeusza Mikke, wbrew opinii lekarzy, na własne życzenie opuścił szpital i wyruszył w kierunku miejsca stacjonowania pułku. Po przybyciu na miejsce, 14 września, został oficerem sztabowym nowo utworzonej, z resztek pozostałych po walkach ułanów, Grupy Operacyjnej Kawalerii generała Abrahama. W obronie Warszawy walczył jako oficer sztabu Zbiorczej Brygady Kawalerii. 20 września został ranny na Bielanach. Po kapitulacji stolicy trafił do niemieckiej niewoli. Trafił do Oflagu XI B Braunschweig, numer jeniecki - 601. W niewoli przebywał do 1945 roku. 
Po wojnie z uwagi na zdrowie został zdemobilizowany i jako inwalida wojenny mieszkał w Poznaniu. Tam też poślubił córkę swojego poległego dowódcy. Zmarł 2 stycznia 1980 roku. Został pochowany na Cmentarzu Junikowo w Poznaniu.
Rotmistrz Brodzki był wielokrotnym mistrzem jeździeckim: 
- 1926 - tytuł Mistrza Armii 3 Dywizji Kawalerii na koniu „Jegomość”.
- 1928 - zdobył I miejsce zespołowe w zawodach o Mistrzostwo Korpusu na koniu „Łatany”.
- 1929 - zdobył tytuł Mistrza Armii na koniu „Nelson”,
- 1930 - zdobył w Warszawie tytuł Mistrza Armii na koniu „Mój”,
- 1933 - zdobył III indywidualną nagrodę na koniu „Wiking”,
- 1937 - zdobył tytuł I-go Wicemistrza Armii A.P. w Białymstoku, znowu na „Wikingu”.